# Pattinaggio di velocità in linea ai III Giochi olimpici giovanili estivi
Le gare di pattinaggio di velocità in linea ai III Giochi olimpici giovanili estivi si sono svolte il 7 e l'8 ottobre 2018. È stato il debutto di questo sport ai Giochi olimpici giovanili.
Erano previste due gare combinate maschile e femminile: ogni atleta competeva in tre distanze: 500 m sprint, 1000 m sprint e 5000 m a eliminazione. In ogni distanza il vincitore otteneva 12 punti, il secondo 11 punti, il terzo 10 punti e e i restanti corridori classificati dal quarto al dodicesimo posto ottenevano da 9 a 1 punto. Vinceva la gara combinata chi otteneva il maggior numero di punti.

## Podi
| Evento                   | Oro                  | Punti | Argento           | Punti | Bronzo             | Punti |
| Gara combinata maschile  | Jhony Angulo Reina   | 39    | Vincenzo Maiorca  | 38    | Merijn Scheperkamp | 30    |
| Gara combinata femminile | Gabriela Rueda Rueda | 42    | Honorine Barrault | 36    | Giorgia Valanzano  | 36    |